# Бері Бера
Бері-Бера  (груз. ბერი-ბერა)— у горян Східної Грузії (мтіули і гудмакарці) — антропоморфне божество родючості.
Бері-Бера збільшував урожай, сприяв приплоду худоби і дітородінню людей. Його культ був пов'язаний з аграрними календарними святами. У передноворічному обряді цього бога «втілював» старший з чоловіків, який приходив до будинку з новорічними побажаннями верхом на жердині (бербера).